# IC 3625A
IC 3625A је лентикуларна галаксија у сазвјежђу Дјевица која се налази на листи објеката дубоког неба у Индекс каталогу.
Деклинација објекта је + 10° 58' 2" а ректасцензија 12h 39m 33,3s. Привидна величина (магнитуда) објекта IC 3625 износи 14,5 а фотографска магнитуда 15,3. IC 3625A је још познат и под ознакама MCG 2-32-165, ARAK 384, PGC 42361.